# Greta Lisa Jäderholm-Snellman
Greta Lisa Jäderholm-Snellman (Helsinki, 22 mei 1894 - Alicante, 9 februari 1973) was een Fins keramiste en ontwerpster. Ze was één van eerste vrouwelijke keramisten in Finland. Jäderholm-Snellman was de echtgenote van de Finse kunstschilder Eero Snellman.

## Levensloop
Jäderholm-Snellman werd in 1894 geboren in de Finse hoofdstad Helsinki. Ze was de dochter van Herman Jäderholm en Hilma Nyberg. Nadat ze in 1912 afstudeerde van de Nya Svenska Samskolan studeerde ze aan de University of Art and Design in Helsinki. In 1919 kreeg ze een baan in Parijs bij Atelier Lachenal. In Parijs maakte ze een reeks keramieken objecten in art deco stijl.
Jäderholm-Snellman keerde in 1921 terug naar Finland en startte bij Oy Arabia Ab als keramiekontwerper waar ze tot 1937 werkzaam zou blijven. Bij Arabia ontwikkelde ze enkele nieuwe ontwerpen. De ontwerpen die ze maakte waren geïnspireerd op haar reizen door Europa alsmede op oriëntale patronen zoals mode was in die periode. In 1928 werd dochter Maria Christina Snellman geboren. Zij werd later net als haar vader Eero Snellman kunstschilder. In 1929 zei Jäderholm-Snellman over het combineren van haar werk en het moederschap: ”Het is zeker soms moeilijk, namelijk om een onafhankelijke vrouw en tegelijkertijd het 'hoofd' van het gezin te zijn, en af en toe een fabrieksmeisje, een moeder en een echtgenote.  Maar als kunstenaar zelf begrijpt mijn man het wel.  En ik ben zo ontzettend enthousiast over mijn werk!”
Tussen 1929 en 1937 gaf Jäderholm-Snellman les in het beschilderen van porselein aan de School of Arts and Crafts. In 1933 won ze een prijs op de Triënnale van Milaan. In 1937 vertrok Jäderholm-Snellman opnieuw naar Parijs, dit keer met haar echtgenoot. Daar namen zij deel aan en hielpen zij met de organisatie van de Wereldtentoonstelling. In Parijs was ze twee jaar werkzaam voor porseleinfabrikant Sèvres. Naast keramiek en porselein ontwierp Jäderholm-Snellman ook glas. Van 1937 tot 1949 was ze, deels vanuit Parijs, werkzaam voor Riihimäki-glas en van 1945 tot 1962 voor Iittala.
Van 1958 tot 1973 was Jäderholm-Snellman betrokken bij de raad van bestuur van Cité Internationale des Arts à Paris. Jäderholm-Snellman overleed in Alicante op 9 februari 1973.

## Exposities
Tijdens haar leven werd haar werk diverse malen tentoongesteld:
- Solo-expositie Galerie Hörhammer in Helsinki (1921, 1922 en 1925)
- L’atelier 75 in Parijs (1933)
- Warenhuis Heal & Son (1937)
- Studio Schrader in Kopenhagen (1949)

In 2013 werd haar werk tentoongesteld door het Amos Anderson Kunstmuseum in Helsinki tijdens de tentoonstelling Art Deco And The Arts - France-Finlande 1905–1935.